# 舊貝思佩奇 (紐約州)
舊貝思佩奇（英語：Old Bethpage）是位於美國紐約州拿騷縣的普查規定居民點。

## 人口
根據2020年美國人口普查的數據，舊貝思佩奇的面積為10.80平方千米，當中陸地面積為10.79平方千米，而水域面積為0.01平方千米。當地共有人口6403人，而人口密度為每平方千米592.87人。